# I Am the Night (album)
I Am the Night – trzeci studyjny album heavymetalowego zespołu Pantera wydany w 1985 roku. Producentem I Am the Night był ojciec Dimebaga Darrella i Vinnie Paula (gitarzysty i perkusisty Pantery) - Jerry Abott (podpisany na wkładce płyty pseudonimem "The Eldn"). Dystrybucją albumu muzycy zajęli się własnoręcznie, tworząc niezależną wytwórnię płytową Metal Magic.
Muzycy Pantery "odcinają się" od glam-metalowych początków swojej twórczości, dlatego I Am the Night oraz poprzednie dwa i kolejny album nie są listowane na ich oficjalnej stronie.

## Twórcy
- Terry Glaze - śpiew
- Dimebag Darrell - gitara elektryczna
- Rex Brown - gitara basowa
- Vinnie Paul - perkusja

## Lista utworów
1. "Hot and Heavy" – 4:06
2. "I Am the Night" – 4:27
3. "Onward We Rock" – 3:56
4. "D*G*T*T*M" – 1:43
5. "Daughters of the Queen" – 4:16
6. "Down Below" – 2:39
7. "Come-On Eyes" – 4:13
8. "Right on the Edge" – 4:06
9. "Valhalla" – 4:05
10. "Forever Tonight" – 4:10